# Sheena Josselyn
Sheena Josselyn es una neurocientífica canadiense y profesora de psicología y fisiología en la Universidad de Toronto. Josselyn estudia las bases neuronales de la memoria, específicamente cómo el cerebro forma y almacena recuerdos en modelos de roedores. Ha realizado contribuciones críticas en el campo de la asignación de memoria neuronal y el estudio de engramas.

## Biografía
Josselyn nació en Cleveland, Ohio, pero creció en Kingston, Ontario, Canadá. Josselyn completó su educación universitaria en la Universidad de Queen en Canadá. Después de su licenciatura, Josselyn completó una maestría en psicología clínica bajo la tutoría de Rick Beninger. En su maestría, Josselyn publicó dos primeros artículos como autora, el primero estudiaba los efectos moduladores de la adenosina sobre la dopamina en el cuerpo estriado y el segundo sobre la interacción entre el neuropéptido Y y los antipsicóticos en el núcleo accumbens. Josselyn luego se mudó a Toronto para completar su doctorado en psicología y neurociencia en la Universidad de Toronto. Bajo la tutoría de Franco Vaccarino, Josselyn estudió los efectos de la modulación CCKB y CCKA en el aprendizaje asociativo y publicó múltiples artículos como primera autora. Después de su doctorado, Josselyn completó su trabajo postdoctoral en la Universidad Yale en New Haven bajo la tutoría de Mike Davis. Poco después, se mudó a Los Ángeles para completar otro postdoctorado bajo la tutoría de Alcino J. Silva en la Universidad de California en Los Ángeles. Josselyn ayudó a descubrir la importancia de CREB en la formación y recuperación de la memoria, lo que llevó a probar los mecanismos moleculares y el propósito biológico del olvido.

### Carrera e investigación
Después de terminar su trabajo postdoctoral, Josselyn regresó a Toronto para comenzar su laboratorio en el Hospital SickKids de la Universidad de Toronto. Su objetivo general es comprender cómo los humanos aprenden y recuerdan de tal manera que un día su trabajo pueda afectar la investigación traslacional en su instituto y en su comunidad. Algunos de los primeros descubrimientos de Josselyn incluyen descubrir que la sobreexpresión de CREBBP en el tálamo auditivo aumenta la memoria y el miedo y, además, que las neuronas ablacionadas que expresaron CREB después del aprendizaje del miedo en realidad ablacionan los recuerdos de miedo en roedores. Estos fueron algunos de los primeros hallazgos que aislaron neuronas específicas que representan una memoria específica en el cerebro. El enfoque multidisciplinario de Josselyn para abordar las preguntas relacionadas con los recuerdos la llevó a varios premios y reconocimientos prestigiosos, incluida la incorporación a la Royal Society of Canada en 2018 por su investigación.

## Premios[15]
- Miembro de la Royal Society of Canada de 2018.[14]
- Premio de Investigación Daniel H. Efron del Colegio Americano de Neuropsicofarmacología.[16]
- Premio a las innovaciones en psicofarmacología del Colegio Canadiense de Neuropsicofarmacología.[17][9]
- Profesora Brenda Milner (Universidad de Lethbridge).[18]
- Bryan Kolb Profesor de Neurociencia del Comportamiento (Universidad de Calgary).[19]
- Cátedra de Investigación de Canadá (CRC) en circuitos cerebrales y cognición Tier I.[20]

## Publicaciones[15]
- Josselyn, SA, Köhler, S., Frankland, PW (2017). Héroes del engrama. Journal of Neuroscience, 37 (18), 4647–4657. DOI: 10.1523 / JNEUROSCI.0056-17.2017[21]
- Rashid, AS, Yan, C., Mercaldo, V., Josselyn, S. (2016). La competencia entre engramas influye en la formación y el recuerdo de la memoria del miedo. Science, 22 (353), 383–87. DOI: 10.1126 / science.aaf0594[22]
- Hsiang, HL, Epp, JR, van den Oever, M., Josselyn, S. (2014). Manipulando un "engrama de cocaína" en ratones. Journal of Neuroscience 34 (42), 14115–14127. DOI: https://doi.org/10.1523/JNEUROSCI.3327-14.2014 [23]
- Han, JH, Kushner, SA, Yiu, AP., Josselyn, S. (2009). Borrado selectivo de un recuerdo de miedo. Science, 323 (5920), 1492–1496. DOI: https://doi.org/10.1126/science.1164139 [13]
- Han, JH, Kushner, SA, Yiu, AP., Josselyn, S. (2007). Competencia neuronal y selección durante la formación de la memoria. Science, 316 (5823), 457–60. DOI: https://doi.org/10.1126/science.1139438 [24]